# Тит Флавий Сабин (консул-суффект 72 года)
Тит Флавий Сабин (лат. Titus Flavius Sabinus) — римский политический и военный деятель второй половины I века, племянник императора Веспасиана.
Происходил из рода Флавиев. Его отцом был консул-суффект 47 года Тит Флавий Сабин, а матерью — Аррецина Клементина. После гибели Нерона принимал активное участие в борьбе за власть. Поддерживал вместе с отцом Отона. В мае 69 году становится консулом-суффектом вместе с Гнеем Аруленом Целием Сабином, причем был предназначен на эту должность ещё в правление Нерона.
После поражения Отона Сабин передал войска, которые он возглавлял, Вителлию. В конце того же года помог отцу избраться консулом-суффектом, но тот не успел вступить в должность. Вместе с Сабином-старшим держал осаду на Капитолийском холме. Впрочем успел бежать из Рима. В дальнейшем выполнял поручения своего дяди Веспасиана по привлечению на его сторону римлян. В 72 году второй раз он становится консулом-суффектом вместе с Гаем Лицинием Муцианом. Также занимал должность куратора общественных зданий.
Его сыновьями были консул 82 года Тит Флавий Сабин и консул 95 года Тит Флавий Клемент.